# Villars (Vaucluse)
Villars ist eine französische Gemeinde mit 770 Einwohnern (Stand 1. Januar 2022) im Département Vaucluse in der Region Provence-Alpes-Côte d’Azur. Sie gehört zum Kanton Apt im Arrondissement Apt. Die Bewohner nennen sich die Villarsois oder Villarsoises.

## Geographie
Die angrenzenden Gemeinden sind
- Sault und Saint-Christol (Berührungspunkte) im Norden,
- Lagarde-d’Apt und Rustrel im Osten,
- Apt im Süden,
- Saint-Saturnin-lès-Apt im Westen.

## Geschichte
Das Gebiet von Villars war während der gallo-römischen Zeit besiedelt. Die heutigen zwölf Weiler beherbergen noch Überreste zahlreicher Patriziervillen.
Im Mittelalter wurde das Dorf erstmals als Villaribus im Jahr 1122 erwähnt.

### Bevölkerungsentwicklung
| 1962 | 1968 | 1975 | 1982 | 1990 | 1999 | 2009 | 2018 |
| ---- | ---- | ---- | ---- | ---- | ---- | ---- | ---- |
| 369  | 421  | 539  | 560  | 625  | 686  | 744  | 778  |

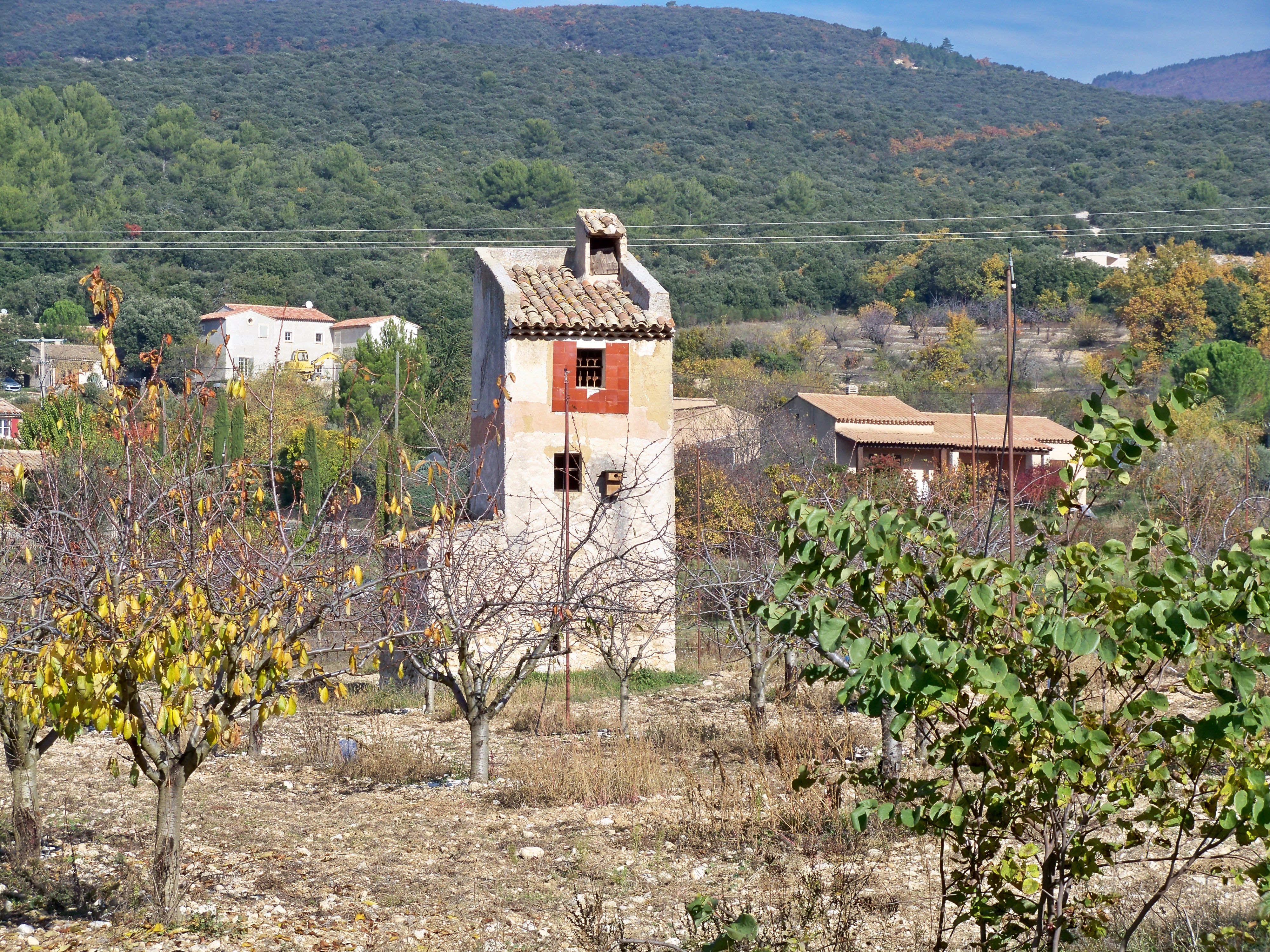
Grand Clément
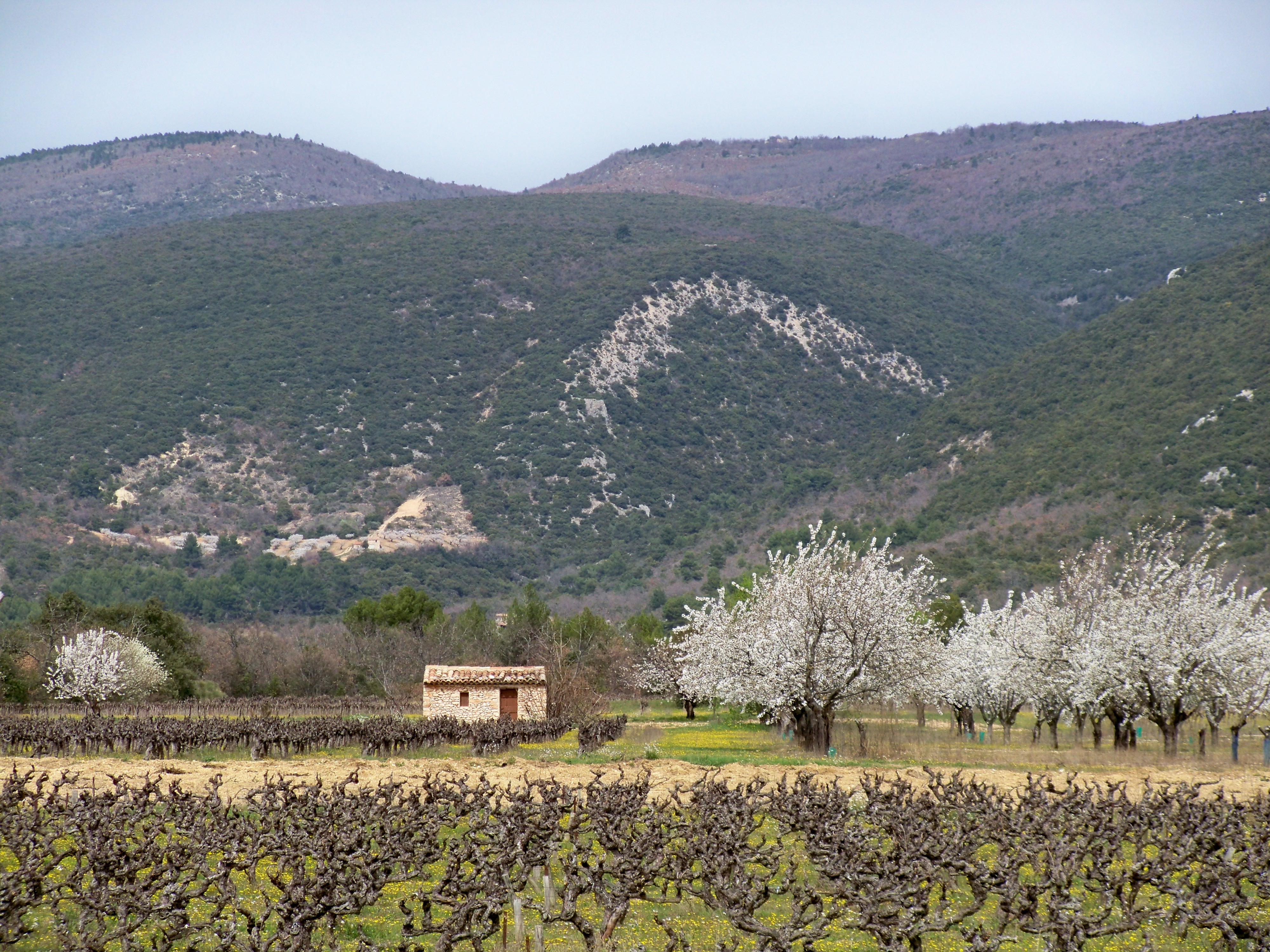
Petit Clément
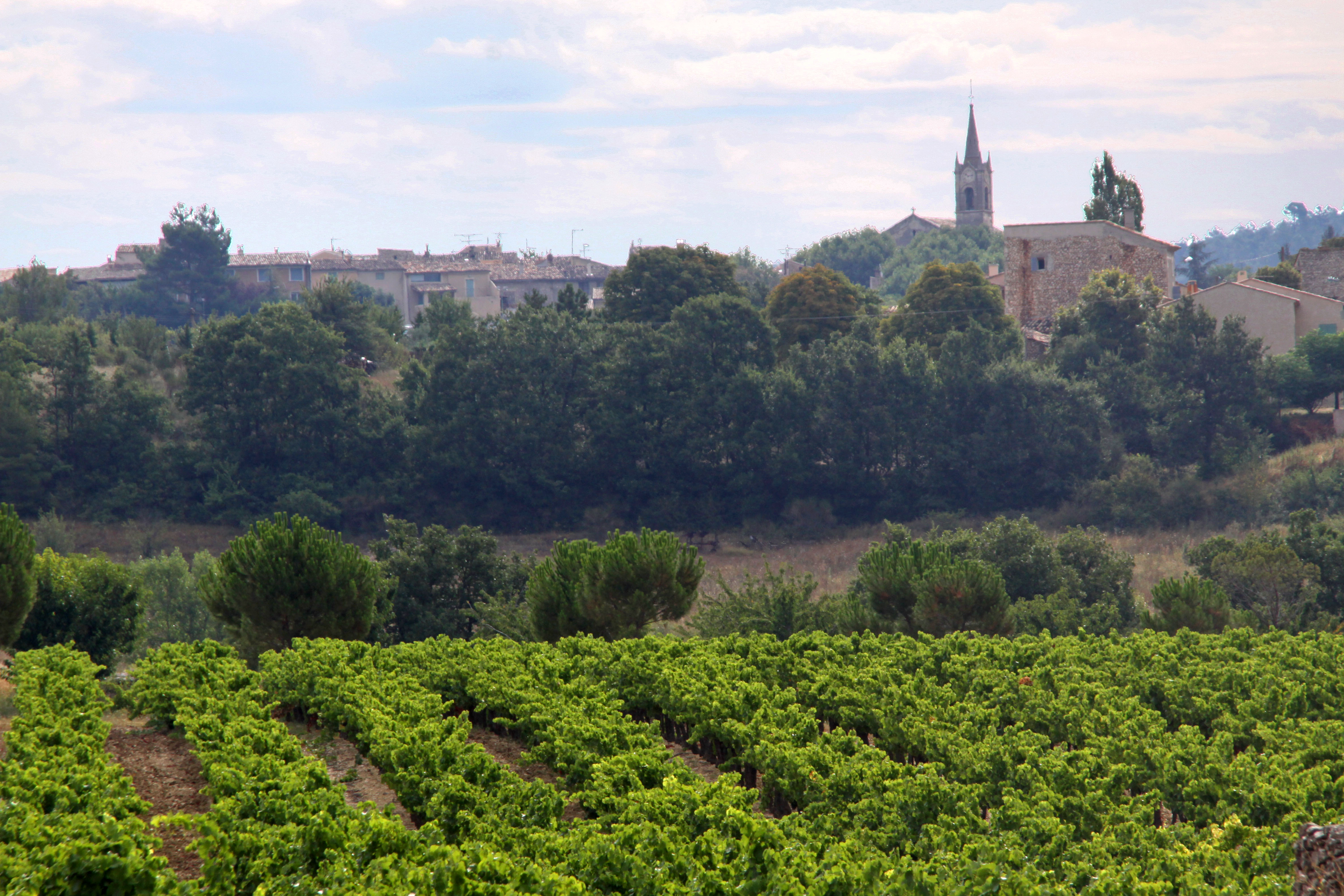
Weinanbau

## Sehenswürdigkeiten
- Monument de la Résistance in Berre (nördlich von Villars)[1]

## Persönlichkeiten
- Paul Guigou (1834–1871), Maler